# Simon Karori
Simon Karori (28 agosto 1959) è un ex mezzofondista e maratoneta keniota.

## Biografia
Nel 1991 ha vinto una medaglia di bronzo ai Mondiali di corsa campestre; nell'occasione, ha anche vinto la medaglia d'oro a squadre.

## Palmarès
| Anno | Manifestazione    | Sede    | Evento         | Risultato | Prestazione | Note |
| ---- | ----------------- | ------- | -------------- | --------- | ----------- | ---- |
| 1991 | Mondiali di cross | Anversa | Corsa seniores | Bronzo    | 33'54"      |      |
| 1991 | Mondiali di cross | Anversa | A squadre      | Oro       | 38 p.       |      |

## Campionati nazionali
1991
- Bronzo ai campionati nazionali kenioti di corsa campestre

## Altre competizioni internazionali
1991
- 4º alla San Silvestro Vallecana ( Madrid) - 28'58"
- 5º al Cross Zamudio ( Bilbao) - 32'22"
- Argento al Crosscup Mol ( Mol) - 28'28"
- Argento al Cross Bolbec ( Bolbec) - 27'29"

1992
- Bronzo alla Maratona di Berlino ( Berlino) - 2h11'50"
- Oro alla New Haven Road Race ( New Haven), 20 km - 58'56"
- Oro alla Crim Road Race ( Flint), 10 miglia - 46'21"
- 9º alla Utica Boilermaker ( Utica), 15 km - 44'42"
- Oro alla Asbury Park Classic ( Asbury Park) - 28'02"
- Argento alla Wharf to Wharf ( Capitola), 6 miglia - 26'56"
- 11º al Nairobi International Crosscountry ( Nairobi) - 29'55"

1993
- 5º alla Mezza maratona di Philadelphia ( Filadelfia) - 1h02'16"
- Oro alla New Haven Road Race ( New Haven), 20 km - 59'12"
- Argento alla Crim Road Race ( Flint), 10 miglia - 47'07"
- Oro alla Yankee Homecoming ( Newburyport), 10 miglia - 48'56"
- 12º alla Utica Boilermaker ( Utica), 15 km - 45'59"
- 29º alla Cascade Run Off ( Portland), 15 km - 46'07"
- Oro alla Asbury Park Classic ( Asbury Park) - 28'22"

1994
- 13º alla Maratona di Parigi ( Parigi) - 2h14'08"
- Oro alla Old Kent River Bank Run ( Grand Rapids), 25 km - 1h15'01"
- 10º alla Crim Road Race ( Flint), 10 miglia - 48'16"
- Oro alla Yankee Homecoming ( Newburyport), 10 miglia - 48'01"
- 5º alla Boulder 10 km ( Boulder) - 29'59"

1995
- Bronzo alla Cherry Blossom Ten Miles ( Washington) - 46'10"
- 7º alla Crim Road Race ( Flint), 10 miglia - 48'49"
- 13º alla Boulder 10 km ( Boulder) - 29'23"

1998
- 18º alla Puma Half Marathon ( Nyahururu) - 1h18'01"

1999
- 19º alla New Haven Road Race ( New Haven), 20 km - 1h04'35"
- 17º alla Crim Road Race ( Flint), 10 miglia - 49'33"
- 18º alla Tulsa Run ( Tulsa), 15 km - 46'43"
- 10º alla Richard S. Caliguiri City of Pittsburgh Great Race ( Pittsburgh) - 29'22"

2000
- 22º alla New Haven Road Race ( New Haven), 20 km - 1h07'34"
- 12º alla Crim Road Race ( Flint), 10 miglia - 49'12"
- 26º alla Utica Boilermaker ( Utica), 15 km - 46'00"
- 29º alla Peachtree Road Race ( Atlanta) - 30'16"
- 10º alla Crescent City Classic ( New Orleans) - 29'33"
- 11º alla Carlsbad 5000 ( Carlsbad), 5 km - 13'58"

2001
- 15º alla Crim Road Race ( Flint), 10 miglia - 50'56"
- 28º alla Utica Boilermaker ( Utica), 15 km - 47'01"
- 31º alla Peachtree Road Race ( Atlanta) - 30'05"
- 24º alla Crescent City Classic ( New Orleans) - 30'32"
- 14º alla Carlsbad 5000 ( Carlsbad), 5 km - 14'15"

2002
- 8º alla Mezza maratona di Parkersburg ( Parkersburg) - 1h08'38"
- 23º alla Crim Road Race ( Flint), 10 miglia - 51'58"
- 24º alla Utica Boilermaker ( Utica), 15 km - 46'51"
- 40º alla Peachtree Road Race ( Atlanta) - 30'40"
- 21º alla Crescent City Classic ( New Orleans) - 30'14"